# Кесон, Мануэль
Мануэ́ль Лу́ис Ке́сон-и-Моли́на (исп. Manuel Luis Quezon y Molina, 19 августа 1878, Балер, Тайябас (сейчас Аврора), Филиппины — 1 августа 1944, Саранак-Лейк, Нью-Йорк, США) — второй президент Филиппин (в период их содружества в составе США) и первый президент, избранный всенародно.

## Биография
Мануэль Кесон родился в семье испаноговорящих метисов (его отец был сержантом) и получил первоначальное образование дома. Он участвовал в Филиппино-американской войне сперва как ординарец Эмилио Агинальдо, а затем был произведён в майоры. После войны, окончив Университет Санто-Томас в Маниле, он в 1903 получил право юридической практики, но поступил в налоговую службу, работая сперва в Миндоро, а затем в родном Тайябасе, где он был в 1905 избран советником, а в 1906 губернатором на год как независимый кандидат. В 1907 Кесон стал депутатом Ассамблеи Филиппин, где стал лидером большинства и членом комитета по ассигнованиям, а в 1909 был избран одним из двух представителей Филиппин в Палате представителей США, где выступал за бо́льшую автономию островов. В 1916 после учреждения двухпалатного парламента Кесон стал сенатором и был избран председателем Сената. В декабре 1918 он женился на своей двоюродной сестре Авроре Арагон.

## Президентство
После провозглашения в 1935 году Содружества Филиппин был учреждён пост Президента, управлявшего островами совместно с американским губернатором. На выборах 1935 года Кесон, баллотировавшийся при поддержке консервативной Националистической партии, был избран президентом, получив более 68 % голосов и победив кандидата левых Эмилио Агинальдо и епископа Грегорио Аглипая. После начала Второй мировой войны Кесон поддержал приезд еврейских беженцев на Филиппины, в результате чего в страну прибыли 1200 евреев из Германии и оккупированных ею стран Европы. В 1940 году была изменена конституция Филиппин, по которой шестилетний единственный срок полномочий Кесона заканчивался в 1941 году, и ему было разрешено баллотироваться на следующих выборах, но только на срок в три года. В 1941 году на очередных выборах Кесон был избран с более чем 80%-ной поддержкой населения. В том же году из-за вторжения японской армии Кесон вынужден был эвакуироваться в Австралию, а затем в США, где образовал правительство в изгнании. В 1944 году Кесон скончался в своём доме от туберкулёза и первоначально был похоронен на Арлингтонском национальном кладбище. После освобождения Филиппин его прах был перевезен на родину и погребен под монументом в новой столице Кесон-Сити.
В эмиграции Кесон написал автобиографию «Славный бой» (англ. Good fight), опубликованную в 1946.

## Память
В честь Кесона назван новопостроенный рядом с Манилой город Кесон-Сити, являвшийся с 1948 по 1976 столицей страны. Его родная провинция Тайябас также была переименована в его честь, хотя родной город президента Балер с 1979 входит в названную в честь его жены провинцию Аврора.
Посмертно награждён Медалью Фонда Рауля Валленберга за спасение евреев в годы Второй Мировой войны. В кампусе образовательного центра Boys Town Иерусалима в 2011 году установлен памятный знак в честь Мануэля Кесона.